# 贝勒伊城堡

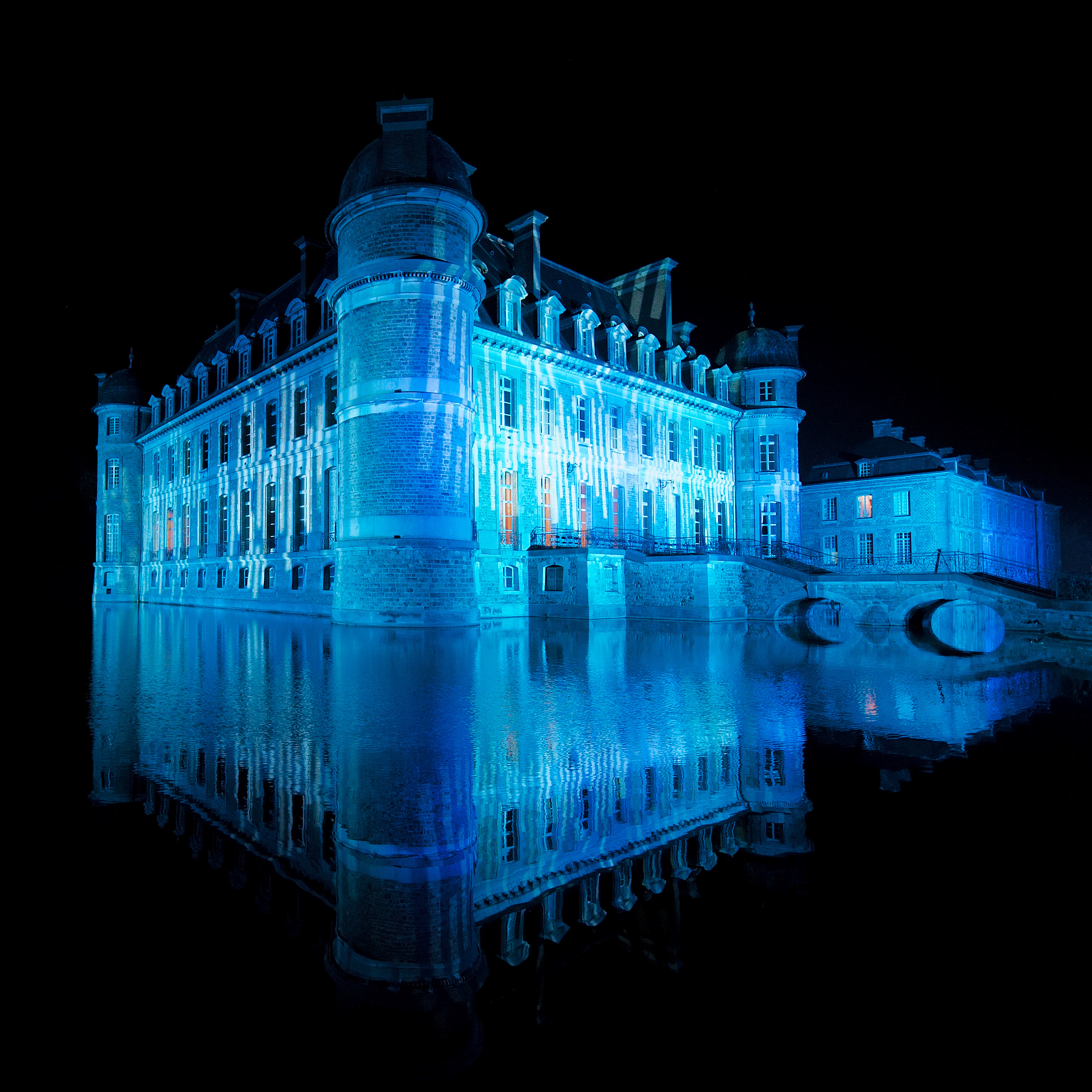
夜色下的贝勒伊城堡

贝勒伊城堡（Château de Belœil，發音：[ʃato də bɛlœj]）是一座位于比利时埃诺省贝勒伊的城堡。自从14世纪开始成为利涅亲王的住所。城堡坐落在一个1664年设计的华丽的巴洛克风格的花园中。城堡和花园可以在春季和夏季参观。
内部装饰十分豪华，布置精美的家具和家族收藏的艺术品。1900年新年庆祝活动时，城堡完全烧毁。大部分家具，包括图书馆里20,000册珍贵的书籍和艺术收藏品被保留下来。在以后的几年由法国建筑师埃内斯特-保罗·桑松负责城堡重建，内饰装修采用利涅亲王的收藏。